# Kalwaria Pacławska

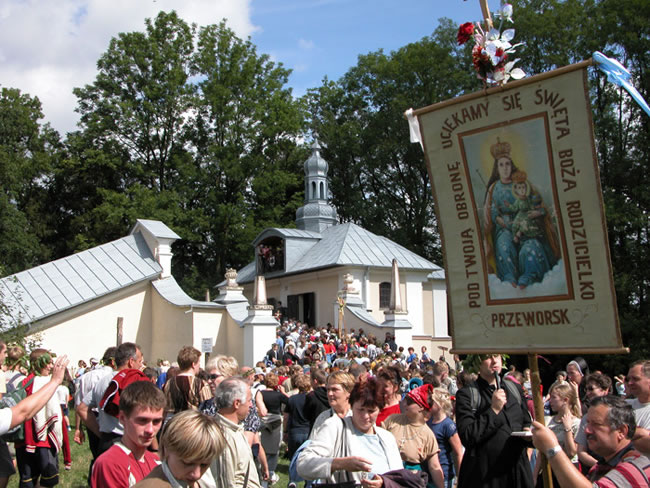
Wielki Odpust Kalwaryjski

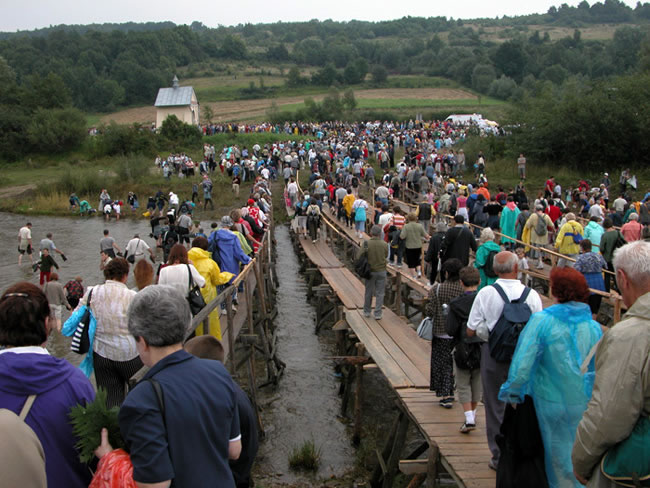
Pielgrzymi przeprawiający się przez rzekę Wiar

Kalwaria Pacławska – wieś w Polsce położona w województwie podkarpackim, w powiecie przemyskim, w gminie Fredropol. Kalwaria Pacławska leży 24 km od Przemyśla w kierunku południowo-zachodnim.
W latach 1975–1998 miejscowość położona była w województwie przemyskim.
Osada założona przez Andrzeja Maksymiliana Fredrę w 1665 roku. Obecnie sanktuarium Męki Pańskiej i Matki Bożej Kalwaryjskiej. Na szczycie góry o wysokości 465 m n.p.m. znajdują się klasztor franciszkanów, bazylika oraz dom pielgrzyma. Usytuowanie kalwarii na wzgórzach wykazuje duże podobieństwo do krajobrazu wokół Jerozolimy. Droga krzyżowa ma długość ok. 1,6 km. Na wzgórzach znajduje się 35 murowanych i 7 drewnianych kaplic kalwaryjskich.

## Części wsi
| SIMC    | Nazwa  | Rodzaj    |
| ------- | ------ | --------- |
| 0602319 | Pacław | część wsi |

## Historia
Andrzej Maksymilian Fredro (1620–1679) kasztelan lwowski i wojewoda podolski w roku 1665 podjął zamysł wybudowania w Kalwarii Pacławskiej klasztoru i kalwarii. W pierwszym okresie realizacji tego zamierzenia w latach 1665–1668 wybudowano drewniany kościół i klasztor, do którego sprowadzono franciszkanów.
Lokalizacja klasztoru w tym terenie związana była z koncepcją tworzenia szeregu twierdz nad rzeką Wiar, które za zadanie miały wzmacniać „bramę przemyską”. W czasie budowy założenia klasztornego rozpoczęto prace przy wznoszeniu fortyfikacji wokół obiektów franciszkańskich. Teren, na którym stanęły kościół i klasztor, przekształcono w pięcioboczną fortecą bastionową. Po stronie zewnętrznej wytyczono fosy. Z lotu ptaka linie zewnętrzne kreśliły obraz gwiazdy.
Fundacja kalwarii przez Aleksandra Maksymiliana Fredrę miała również, a może przede wszystkim, podłoże religijne, gdyż celem jej było upowszechniać kult Męki Pańskiej. Wykorzystano tu fakt, iż topografia Kalwarii Pacławskiej wykazuje duże podobieństwo do krajobrazu Jerozolimy. Od strony wschodniej rozciąga się pasmo gór o nazwie Ubocz. Na północy występuje pasmo gór zwane Górą Oliwną i Kopystańką. Od strony zachodniej położone są wyższe partie gór, zaś na południu widoczne są Karpaty. Kalwaryjski klasztor w tym masywie gór stanowi okazałą dominantę, gdyż ulokowany jest na szczycie góry o wysokości 465 m n.p.m. Dwa duże wzniesienia przecięte są doliną, która ma obrazować Dolinę Jozafata. Płynie w niej rzeka Wiar, będąca odwzorowaniem biblijnej rzeki Cedron. Na powierzchniach tych gór, gdzie jedna ma przedstawiać Golgotę, a druga Górę Oliwną, postawione zostały kaplice. Długość drogi krzyżowej w Kalwarii wynosi około 1662 m.
Fredro zapisał klasztorowi wieś Nowosiółki, jednak bez odpowiedniego umocowania prawnego, przez co po jego śmierci wróciły do majątku rodu Fredrów, a klasztor przez kilkadziesiąt lat borykał się z trudnościami finansowymi.
Klasztor i kościół w Kalwarii Pacławskiej przetrwał do naszych czasów także dzięki drugiemu fundatorowi, jakim był Szczepan Józef Dwernicki. Sprawował on wiele zaszczytnych urzędów m.in. był wojskim dźwinogrodzkim, żydaczowskim, następnie piastował urząd pisarza grodzkiego w Przemyślu, będąc jednocześnie łowczym przemyskim. Szczepan Józef Dwernicki osiadłszy tam przed 1770 rokiem zaangażował się w budowę nowego kościoła i około 20 kaplic, ofiarowując na te cele znaczne sumy pieniężne. Do dziś uważany jest za największego darczyńcę klasztoru. W ciągu kilku lat (1770–1775) wybudowano nowy murowany kościół pw. Znalezienia Krzyża świętego. Prace związane ze wznoszeniem świątyni, rozpoczęte 3 czerwca 1770 roku osobiście nadzorował Szczepan Józef Dwernicki. Za zasługi przy budowie i odbudowie założenia kalwaryjskiego uznaje się Dwernickiego za drugiego fundatora Kalwarii Pacławskiej. Został pochowany w jej podziemiach. Konsekracji dokonał bp Jakub Walerian Tumanowicz 29 września 1776 roku. Obok kościoła wybudowano również klasztor, początkowo parterowy, rozbudowany w latach 1843–1845 oraz na początku XX w. Klasztor i kościół dotknęły pożary w latach 1855, 1862 i 1956, po których modyfikowano architekturę. Większość kaplic rozbudował lub wybudował od początku o. Innocenty Nycz.
W połowie XIX wieku właścicielką posiadłości tabularnej Pacław z Kalwarią była Karolina Łodyńska.
W 1900 na wzgórzu w pobliżu Pacławia zbudowano murowaną cerkiew greckokatolicką, która została zniszczona po wojnie. Oprócz tego w 1932 zbudowano drewnianą greckokatolicką kaplicę Świętego Serca oraz murowaną greckokatolicką kaplicę w 1936.
W II Rzeczypospolitej Kalwaria Pacławska była położona powiecie dobromilskim województwa lwowskiego. W 1944 r. liczyła 312 mieszkańców, w tym 269 Polaków. W 1945 nacjonaliści ukraińscy z OUN-UPA zamordowali 5 Polaków i 1 Ukraińca.
Cennym zabytkiem budownictwa jest położona poza obrębem fortalicji klasztornych zabudowa, która stanowiła bazę noclegową dla przybywających pątników. Zachowane do dziś budynki pochodzą w przeważającej części z II poł. XIX w. Wartość dawnego miasteczka Kalwaria Pacławska polega nie tylko na zachowanej w dużym procencie strukturze planu i drewnianej zabudowy, lecz także na kontekście otoczenia – krajobrazu, sąsiedztwa architektonicznego i przyrodniczego.
W bazylice znajduje się cudowny obraz Matki Boskiej Kalwaryjskiej. Jest on nieznanego autorstwa i początkowo znajdował się w klasztorze franciszkanów w Kamieńcu Podolskim, skąd został wyrzucony po zdobyciu przez Turków w 1672 roku i trafił w niejasnych (obrosłych legendą) okolicznościach do Kalwarii Pacławskiej najpóźniej do roku 1679. Wywieziony z miejscowego kościoła w 1944 roku obraz odnaleziono po przejściu frontu na przystanku kolejowym Libusza koło Gorlic.

## Upamiętnienia
W Kalwarii Pacławskiej odsłonięto następujące pomniki:
- Ofiar zbrodni OUN i UPA z lat 1939–1948 oraz żołnierzy poległych w obronie cywilnej ludności – w 2013 r[10].
- Jana Pawła II – w 2018 r., w 350 rocznicę powstania Sanktuarium[11]
- Andrzeja Maksymiliana Fredry – w 2020 r., w 400. rocznicę jego urodzin[12].

W 2022 r. odsłonięto tablicę upamiętniającą funkcjonariuszy Policji Państwowej, zamordowanych przez NKWD w Kalininie, a pochowanych w Miednoje.

## Zabytki
Do rejestru zabytków nieruchomych wpisane są obiekty:
- zespół klasztorny franciszkanów z kaplicami kalwaryjskimi, nr rej. A-295 z 16.08.1988:
  - bazylika pw. Znalezienia Krzyża Świętego, 1775[15]; (parafia po tym samym wezwaniem)
  - klasztor, 1770–75, 1845–52;
  - dzwonnica, 1878;
  - kaplica grobowa Tyszkowskich (w niej) „Kaplica Powołań”, 1896, 1906; ponadto ogrodzenie tej kaplicy (nr rej.: A-1438 z 6.02.2017)
  - nowicjat, pocz. XX w.;
  - 42 kaplice i kapliczki kalwaryjskie (w tym 6 drewnianych), 1825–75, nr rej. A-297 z 8.12.1989;
  - cmentarz, poł. XIX, nr rej. A-377 z 19.09.1990.
  - stajnia, 1931, nr rej.: A-1425 z 25.10.2016
- dawna plebania grecko-kat. (dz. nr 446), XIX/XX, nr rej.: A-1426 z 25.10.2016

## Inne informacje
W 2025 odbędą się w bazylice międzynarodowe uroczystości jubileuszu 800-lecia Pieśni Stworzeń św. Franciszka.